# Mentre Los Angeles brucia
| Recensione | Giudizio |
| ---------- | -------- |
| Newsic     | 8/10     |
| Ondarock   | 6/10     |
| Rockol     | 7,5/10   |

Mentre Los Angeles brucia è l'undicesimo album in studio del rapper italiano Fabri Fibra, pubblicato il 20 giugno 2025 dall'etichetta Epic Records.

## Antefatti e descrizione
Successivamente alla pubblicazione del decimo album in studio Caos del 2022, il rapper si è trasferito negli Stati Uniti dove ha iniziato a scrivere e comporre nuovi brani. Durante il suo viaggio a Santa Monica, in California, si è ritrovato costretto a prolungare il soggiorno a causa di una tempesta e nello stesso periodo ha iniziato a lavorare al nuovo disco con il produttore Chef P, traendo ispirazione dall'evento. L'artista ha spiegato il significato del progetto e la sua genesi in un'intervista:
Il progetto discografico, annunciato il 14 maggio 2025, si compone di diciassette tracce scritte dallo stesso rapper con la collaborazione di autori e produttori, tra cui Pietro Miano, Chef P, Fritu, Luke Giordano, Medeline, Marz, Nicolas Biasin, Nikidefre e Zef. Il successivo 19 giugno è stata rivelata la lista tracce e i featuring, tra cui otto collaborazioni con Ernia, Gaia, Joan Thiele, Massimo Pericolo, Nerissima Serpe, Noyz Narcos, Papa V e Tredici Pietro e sample di Francesco Guccini, Andrea Lazlo de Simone e Vincenzo Avitabile.

## Tracce
1. L'avvelenata (pretesto) (feat. Francesco Guccini) – 2:32 (testo: Fabrizio Tarducci, Francesco Guccini – musica: Alessandro Pulga, Stefano Tognini)
2. Che gusto c'è (feat. Tredici Pietro) – 3:03 (testo: Fabrizio Tarducci, Davide Petrella – musica: Stefano Tognini)
3. Salsa piccante (feat. Gaia e Massimo Pericolo) – 2:47 (testo: Fabrizio Tarducci, Alessandro Vanetti, Davide Petrella – musica: Alessandro Pulga, Stefano Tognini)
4. Karma ok – 2:49 (testo: Fabrizio Tarducci – musica: Alessandro Pulga, Stefano Tognini)
5. Milano baby (feat. Joan Thiele) – 3:49 (testo: Fabrizio Tarducci, Davide Petrella – musica: Alessandro Pulga, Luca Giordano, Stefano Tognini)
6. Come finirà? – 3:50 (testo: Fabrizio Tarducci – musica: Rémi Tobbal)
7. Tutti pazzi – 2:05 (testo: Fabrizio Tarducci – musica: Alessandro Pulga, Stefano Tognini)
8. Tossico – 2:43 (testo: Fabrizio Tarducci – musica: Eric Yoda, Niccolò De Frenza, Pietro Miano)
9. Sbang (feat. Noyz Narcos) – 2:44 (testo: Fabrizio Tarducci, Emanuele Frasca – musica: Alessandro Pulga, Stefano Tognini)
10. Stupidi (feat. Papa V e Nerissima Serpe) – 3:05 (testo: Fabrizio Tarducci, Davide Petrella, Lorenzo Vinciguerra, Matteo Di Falco – musica: Alessandro Pulga, Stefano Tognini)
11. Tutto andrà bene – 3:21 (testo: Fabrizio Tarducci – musica: Alessandro Pulga, Luca Giordano, Stefano Tognini)
12. Mio padre – 2:31 (testo: Fabrizio Tarducci – musica: Alessandro Pulga, Stefano Tognini)
13. Vivo – 3:48 (Andrea Laszlo De Simone)
14. Figlio – 3:01 (testo: Fabrizio Tarducci – musica: Nicolas Biasin)
15. Cometa – 2:24 (testo: Fabrizio Tarducci – musica: Vincenzo Avitabile, Federico Masia)
16. Mentre Los Angeles brucia – 2:38 (testo: Fabrizio Tarducci – musica: Alessandro Pulga, Stefano Tognini)
17. Verso altri lidi – 3:21 (testo: Fabrizio Tarducci – musica: Pietro Miano)

Tracce bonus dell'edizione Bonus
1. Stammi vicino – 2:51 (testo: Fabrizio Tarducci – musica: Alessandro Pulga, Stefano Tognini)
2. Invidia – 3:15 (testo: Fabrizio Tarducci – musica: Alessandro Pulga, Luca Giordano, Stefano Tognini)
3. Sinner – 2:40 (testo: Fabrizio Tarducci – musica: Alessandro Pulga, Stefano Tognini)
4. La fine del mondo – 3:12 (testo: Fabrizio Tarducci – musica: Alessandro Pulga, Stefano Tognini)
5. Mille volte – 2:19 (testo: Fabrizio Tarducci – musica: Alessandro Pulga, Stefano Tognini)
6. Russian Roulette (feat. Ernia) – 2:19 (testo: Fabrizio Tarducci, Matteo Professione – musica: Alessandro Pulga, Stefano Tognini)

Durata totale: 16:36

## Formazione
- Fabri Fibra – voce
- Francesco Guccini – voce aggiuntiva (traccia 1)
- Tredici Pietro – voce aggiuntiva (traccia 2)
- Gaia e Massimo Pericolo – voci aggiuntive (traccia 3)
- Joan Thiele – voce aggiuntiva (traccia 5)
- Noyz Narcos – voce aggiuntiva (traccia 9)
- Papa V e Nerissima Serpe – voci aggiuntive (traccia 10)
- Ernia – voce aggiuntiva (traccia 6 bonus)
- Zef e Marz – produzione (tracce 1, 2, 3, 4, 5, 7, 9, 10, 11, 12 e 16)
- Luke Giordano – produzione (tracce 5 e 11)
- Medeline – produzione (traccia 6)
- Chef P – produzione (tracce 8, 13 e 17)
- Nikidefre – produzione (traccia 8)
- Bias – produzione (traccia 14)
- Fritu – produzione (traccia 15)

## Classifiche
| Classifica (2025) | Posizione massima |
| ----------------- | ----------------- |
| Italia            | 1                 |